# Erva-pimenteira
A erva-pimenteira (Lepidium latifolium L.) é uma planta perene da família das Brassicaceae. Latifolium, no nome científico, significa "de folhas largas".
Nativa do sul da Europa, países mediterrânicos e da Ásia, até aos Himalaias, a espécie foi também introduzida na América do Norte, onde se disseminou dos Estados Unidos até ao México.
Cresce, geralmente, de 30 cm a 1 m, ainda que possa atingir os dois metros. Os espécimes são compostos por vários caules lenhosos, folhas alternadas e pequenas flores brancas agregadas em rácimos erectos. Cada flor dá origem a pequenos frutos (síliquas) (1,6 mm), contendo cada um duas pequenas sementes avermelhadas.
Os caules, secos, com os frutos, são, por vezes, utilizados, como arranjo floral.